# 阿尼卡 (密蘇里州)
阿尼卡（英語：Arnica）是位於美國密蘇里州錫達縣的非建制地區。

## 歷史
阿尼卡的郵局於1883年設立，其後於1907年停運。當地於1925年時共有人口110人。

## 地理
阿尼卡所處的海拔為高於海平面285米（即935英呎），而該地所採用的時區為UTC-6，即北美中部時區（CST）。同時該地設有夏令時間，為UTC-6調快一小時，即UTC-5（CDT）。